# Szilágytő
Szilágytő (románul Salatiu) falu Romániában, Erdélyben, Kolozs megyében.

## Fekvése
Déstől 6 km-re délkeletre, a Kis-Szamos jobb partján fekvő település.

## Története
A falu nevét 1308-ban említette először oklevél t. Zilagteu ~ Zilaghteu alakban.
Első birtokosa az előbb Pénteken, majd Kecseden birtokos szolnoki várjobbágy: Marczell fia János volt, aki 1308-ban Szilágytőt, mely a Szamos mindkét partjára kiterjedt, 25 márkáért Mike bálványosi várnagynak eladta. Szilágytő ekkor határos volt felül az Agmánd nemzetségbeli Lőrincz fia Péter birtokával, másfelől pedig Szentbenedek határával. 
1392-ben Kozma fia Miklós, Lukács és Leusták, 1411-ben Leusták fia Gergely volt itt birtokos. 1421-ben Leusták fia Gergely három itteni telket 60 forintért – egy a Szamoson levő malommal együtt – (Szamosújvár)-Némethii Tőzsér (Thewser) Péternek adott el, aki azonban 1423-ban azt Szántói Laczk Dávid bánnak adta el. 1434–1435-ben pedig Szilágytői Kozma János birtoka volt. 1467-ben, amikor Mátyás király a bálványosi uradalom felét hűtlenség címén Losonczi Bánffy Dezső fiaitól, Lászlótól és Zsigmondtól elvette, és Várdai János váradi püspöknek és a püspökségnek adományozta, Szilágytőnek is fele részét Mike bálványosi várnagy jogán Bálványos várához tartozónak írták, így birtokába János püspököt iktatták be. Ekkor Péterháza pusztájaként említették. 1480-ban Devecseri Leusták Mihály Szilágytő felét Kendy Antalnak adta el.
1511-ben az összeírás szerint itt egy rész Bethlen Miklós fiainak Jánosnak és Farkasnak kezén volt. 1573 előtt Tötöri István birtoka, és e családé és örököseié volt még az 1600-as évek elején is.
A 20. század elején Szolnok-Doboka vármegye Szamosújvári járásához tartozott. 1910-ben 280 lakosából 272 román, 5 fő magyar volt. A népességből 271 fő görögkatolikus, 6 izraelita volt.
A 2002-es népszámláláskor 268 lakosa közül 228 fő (85,1%) román, 32 (11,9%) cigány etnikumú és 8 (3,0%) magyar nemzetiségű volt.